# Petscop
《Petscop》是一套YouTube網絡劇，以一個1997年「遺失及未完成」的初代PlayStation遊戲的實況為主題。

## 簡介
遊戲要求玩家解謎並捕獲一些稱為「pets」的古怪生物。但是，當玩家Paul看了附在遊戲上的便條並輸入上面的指令，他到達了一個漆黑古怪的隱藏空間：Newmaker Plane，並探索到遊戲的深層。謎題繼續在這空間出現，但氣氛一百八十度轉變，還出現很多關於虐待兒童、重生療法、轉生的訊息。「Newmaker」可能是指Candace Newmaker，現實中一位因重生療法而被殺的美國十歲女童。
這套網絡劇於2017年3月12日開始推出。它的製作人是Anthony Domenico。一名Kotaku編輯稱道：「如果這是一個互聯網故事/遊戲，那麼我對它的精緻程度感到敬畏。」有《紐約客》編輯還把它稱為「the king of creepypasta（creepypasta中的王者）」。